# Squalus griffini
Squalus griffini es una especie de elasmobranquio escualiforme de la familia Squalidae.